# Ши, Джозеф Фрэнсис
Джозеф Фрэнсис Ши (англ. Joseph Francis Shea; 5 сентября 1926, Бронкс, Нью-Йорк, США — 14 февраля 1999, Уэстон, Массачусетс, США) — американский инженер, управляющий НАСА, директор департамента управляемых полётов НАСА, один из разработчиков программы Аполлон. Выпускник Массачусетского технологического института.
Ши родился в семье механика Нью-Йоркского метро. Учился в Мичиганском университете, где в 1955 году получил степень доктора философии. Преподавая в университете, с 1950 года параллельно работал в компании Bell Labs. С 1959 года стал работать в подразделении General Motors «AC Spark Plug», пока в 1961 году не получил приглашение от НАСА принять участие в работе лунной программы «Аполлон».
В октябре 1963 года был назначен ответственным сотрудником НАСА за развитие космического аппарата Аполлон. В ходе подготовки первого полёта, в январе 1967 года, на борту Аполлона-1 возник сильный пожар, в огне которого погибли три астронавта. Ши был отстранён от работ в проекте, и в том же году уволился из НАСА.
С 1968 года до ухода на пенсию в 1990 году работал в компании Raytheon, занимая различные руководящие должности.